# Stettin (1695)
Stettin var en fregatt i svenska flottan, konstruerad av Charles Sheldon på Karlskrona Örlogsvarv och hon sjösattes 1695. Hon sänktes avsiktligen av egna trupper 1719 för att avstyra anfallet mot Marstrand.